# Bacchisa penicillata
Bacchisa penicillata es una especie de escarabajo longicornio del género Bacchisa, tribu Astathini, subfamilia Lamiinae. Fue descrita científicamente por Aurivillius en 1927.

## Descripción
Mide 9-14 milímetros de longitud.

## Distribución
Se distribuye por Filipinas.